# Прозелитизм
Прозелити́зм (от греч. προσήλυτος «обращённый; нашедший своё место») — стремление обратить других в свою веру, а также деятельность, направленная на достижение этой цели.
Прозелитизм одобряется не во всех религиях (религиозных течениях): в эндогамных этноконфессиональных общинах друзов и алавитов он напрямую запрещён. Но для большинства мировых религий на том или ином этапе развития прозелитизм характерен как естественный способ экспансии организации.

## В христианстве
Христианство, особенно на ранних этапах, было религией активного прозелитизма. Обряд обращения — крещение — в христианстве прост и может осуществляться в массовом порядке. Как правило, новообращённый христианин сразу получал статус полноправного члена христианской церкви. В поздние времена, когда христианство стало государственной религией, прозелитизм в отдельных случаях мог принимать насильственные, а иногда гротескные формы («рисовый прозелитизм» в Индии и Китае). В ряде случаев насильственного обращения большие группы «новообращённых» не считались полноценными христианами и длительное время сохраняли более низкий общественный статус — мориски и марраны в Испании, кряшены в Татарстане.

## В исламе
Ислам был и остаётся религией активного прозелитизма: дават — призыв, приглашение к переходу в ислам. Человек считается обратившимся в ислам с момента, когда при свидетелях произнесёт символ веры, именуемый шахадой (Свидетельствую, что нет божества, кроме Аллаха, и ещё свидетельствую, что Мухаммед — посланник Аллаха). В исламе распространено мнение, что все люди рождаются мусульманами, но иногда заблудших надо «вернуть» в истинную веру. Такая лёгкость обращения в ислам, наряду с распространённой у крайних шиитов практикой «мысленной оговорки» такия, вызывает небезосновательные споры о принадлежности некоторых религиозных течений (друзы, алавиты) к исламу. Поэтому рекомендуется задокументировать своё обращение сертификатом авторитетного исламского центра. Относительно обязательности обрезания для человека, принимающего ислам в зрелом возрасте, единства мнений нет, поскольку хитан упоминается в Сунне, а не в Коране. Ряд источников утверждают, что обрезание необязательно.
Формой исламского прозелитизма является строгий запрет мусульманкам выходить замуж за немусульманина, в то время как мужчина имеет право жениться на женщине, которая принадлежит к христианской вере или иудеям. Мужчинам шариат запрещает жениться на язычницах, а также буддистках (которые не входят в число так называемых людей Писания).

Не женитесь на язычницах, пока они не уверуют. Безусловно, верующая невольница лучше язычницы, даже если она понравилась вам. Не выдавайте мусульманок замуж за язычников, пока они не уверуют. Безусловно, верующий невольник лучше язычника, даже если он понравился вам. Они зовут к Огню, а Аллах зовет к Раю и прощению со Своего соизволения. Он разъясняет людям Свои знамения, — быть может, они помянут назидание.

Оригинальный текст (ар.)وَلَا تَنكِحُوا الْمُشْرِكَاتِ حَتَّى يُؤْمِنَّ وَلَأَمَةٌ مُّؤْمِنَةٌ خَيْرٌ مِّن مُّشْرِكَةٍ وَلَوْ أَعْجَبَتْكُمْ وَلَا تُنكِحُوا الْمُشْرِكِينَ حَتَّى يُؤْمِنُوا وَلَعَبْدٌ مُّؤْمِنٌ خَيْرٌ مِّن مُّشْرِكٍ وَلَوْ أَعْجَبَكُمْ أُولَئِكَ يَدْعُونَ إِلَى النَّارِ وَاللَّهُ يَدْعُو إِلَى الْجَنَّةِ وَالْمَغْفِرَةِ بِإِذْنِهِ وَيُبَيِّنُ آيَاتِهِ لِلنَّاسِ لَعَلَّهُمْ يَتَذَكَّرُونَ— Коран 2:221 (Кулиев)

## В буддизме
Буддизм, древнейшее религиозно-философское учение, не является религией активного прозелитизма. Изначально буддизм не был собственно религией, сам Будда не считал себя пророком Бога и требовал от своих последователей не веры, а проверки и понимания своего учения. Действующий далай-лама Тенцзин Гьяцо не одобряет обращения без предварительной подготовки. Тем не менее новые буддисты традиционно «принимают прибежище» с помощью словесной формулы почитания Будды, Дхармы и Сангхи перед монахом или лицом аналогичного ранга. Буддизм не запрещает своим приверженцам выполнение обрядов иных религий (в Японии — синтоизм, в Китае — даосизм и конфуцианство, среди гималайских народностей — бон или индуизм).
Начиная со 2-й половины XX века буддизм стал популярен среди представителей низших каст в Индии, поскольку он не предусматривает кастового деления. Индийский политик Амбедкар проводил массовые обращения в буддизм своих сторонников. В этот же период появляется большое количество буддийских общин в Европе, Северной Америке и Австралии.

## В иудаизме
В иудаизме отношение к прозелитизму исторически было неоднозначным и предполагало различные формы частичного обращения, на некоторых этапах развития активный прозелитизм, а иногда полный отказ от него.
В Мидраше сказано, что истинный прозелит дороже в глазах Всевышнего, чем человек, рождённый евреем. С другой стороны в Талмуде (трактат Йевамот, 47б) сказано, что «Израилю столь же тяжко от прозелитов, как от язвы». В современном иудаизме это высказывание трактуется двояко. Неискренний прозелит, не соблюдающий заповеди, дискредитирует иудаизм, а прозелит, соблюдающий заповеди более ревностно, чем евреи по рождению, является для них укором.
Предки ашкеназов и сефардов примерно в начале I века н. э. расселялись по югу Европы. Об этом историки тоже знают: до Иудейской войны этот процесс шёл медленно, а после изгнания евреев из Палестины — лавинообразно. В Южной Европе они получили около 30 % примеси генов местных народов: итальянцев, сардинцев, французов. И это объяснимо: в ту эпоху для евреев прозелитизм был нормальной практикой — в иудаизм обратились до 10 % жителей Римской империи, а местные, особенно зажиточные, жители не избегали, а, наоборот, иногда стремились к бракам с евреями.
В настоящее время обращение в иудаизм затруднено сложной процедурой гиюра. Вместе с тем, в современном иудаизме есть стремление приблизить «светских» евреев к религии, проповедуя покаяние, называемое у евреев «тшува».

## В зороастризме
Зороастризм приветствует обращение в свою веру, однако активный прозелитизм затруднён малочисленностью верующих и господством на его традиционной территории (Иран) ислама. В отличие от других религий веру в сознательном возрасте (15 лет) принимают и дети, рождённые в зороастрийских семьях. Люди другого происхождения должны достичь 21 года. Окончательное решение о готовности человека принять зороастризм принимает мобед, проводящий обряд посвящения, что предполагает обязательную личную беседу и знание новообращённым основ культа и молитвы Фраваран на персидском языке. Обряд называется «сэдре пуши», что переводится с персидского как «надевание священной рубахи».

## В индуизме
Представляя собой совокупность самостоятельных религиозных традиций и философских школ, возникших на территории Индийского субконтинента, индуизм не имеет общепринятой процедуры обращения. Исторической формой распространения индуизма была аккультурация. Отдельные индуистские традиции имеют обряд принятия новых членов, называемый дикша.
Наряду с буддизмом, индуизм с первой половины I тыс. н. э. получил широкое распространение среди народов Юго-Западной Азии и бассейна Тихого океана и оказал большое влияние на их культуру и многие прочие сферы жизни. Религия продвигалась через купцов и брахманов, но решающим моментом стало принятие теми либо иными местными правителями данной религии. Тем не менее до сих пор ведутся споры о степени влияния индуизма на некоторые отдельные регионы. Именно такие течения, как шиваизм, гаудия-вайшнавизм и тантра, получили основное распространение в этом регионе. Среди них прозелитизм распространён до сих пор и активно практикуется.
Прозелитизм исторически характерен для индуизма, согласно его распространению в странах Юго-Восточной Азии, с I по V век н. э.